# Trulle
La trulle est un boudin noir caractéristique de la gastronomie niçoise. Sa spécificité est d'être farcie avec des blettes.

## Composition
Ce boudin est composé de sang de porc auquel les charcutiers ajoutent « un des ingrédients de base de la cuisine niçoise à savoir la blette ». Cette farce de blette peut être additionnée de riz. La trulle se mange aussi bien chaude que froide.

## Ingrédients
Ce boudin noir nécessite, outre du sang frais de porc, des oignons confits, du vert de blette, du riz cuit dans du lait, de la couenne hachée, des pommes cuites, de la mie de pain trempée dans du lait, sel, poivre, muscade et cannelle.

## Un ou une?
La graphie de ce boudin peut être aussi bien « trulle » que « trule». Dans le premier cas, il est du genre féminin, une trulle ; dans le second, du genre masculin, le trule.

## Fête des trulles
Cette fête, l'acampada dei trulle, se déroule chaque année au mois de février à Colomars, depuis 1953.

## Accord mets / vins
Comme tout boudin noir, la trulle peut s'accompagner des vins rouges suivants : cornas, fronton, morgon, saint-joseph, béarn, beaujolais.